# حضارة جوكايغو
حضارة جوكايغو (朱開溝文化) في الصين هي حضارة من العصر الحجري الحديث المتأخر و و بداية العصر البرونزي المبكر
هذه الحضارة مركزها في هضبة الاوردوس في منغوليا الداخلية التابعة للصين
مكانها الدقيق في زوكايغو اكتشف في لواء ايجين هورو  في منغوليا الداخلية و تم التنقيب فيه بين 1977 و 1984
ربما هي وليدة حضارة الاوردوس البرونزية و وهي الإنتاج الشمالي لها  ثم توسعت إلى شمال و وسط منغوليا الداخلية و شمال شانكسي  و شمال شنخي  مع وجود منطقة الاوردوس في وسطها
ان الانتقال إلى تطويع المعدن يعود إلى حوالي مهاية الألف الثالثة قبل الميلاد و في نفس الوقت تم الوصول إلى أعلى درجات اتقان صناعة الخزف
دامت هذه الحضارة إلى حوالي 1500 ق م